# Campionati europei di nuoto 2012 - Staffetta 4x100 metri stile libero femminile
La staffetta 4x100 m stile libero femminile degli Europei 2012 è stata disputata il 21 maggio 2012 e vi hanno partecipato 10 nazionali. Le batterie si sono svolte al mattino e la finale il pomeriggio dello stesso giorno.

## Podio
| Pos.    | Nazione  | Atlete                                                                                                |
| ------- | -------- | --- |
| Oro     | Germania | Britta Steffen Silke Lippok Lisa Vitting Daniela Schreiber                                            |
| Argento | Svezia   | Ida Marko-Varga Michelle Coleman Sarah Sjöström Gabriella Fagundez Nathalie Lindborg* Louise Hansson* |
| Bronzo  | Italia   | Alice Mizzau Federica Pellegrini Erica Buratto Erika Ferraioli Alice Nesti*                           |

## Record
Prima della manifestazione il record del mondo (RM), il record europeo (EU) e il record dei campionati (RC) erano i seguenti.
| Record mondiale       | 3'31"72 | Paesi Bassi | 26 luglio 2009 Roma     |
| Record europeo        | 3'31"72 | Paesi Bassi | 26 luglio 2009 Roma     |
| Record dei campionati | 3'33"62 | Paesi Bassi | 18 marzo 2008 Eindhoven |

## Risultati

### Batterie
| Pos. | Nazione     | Atlete | Tempo   | Batteria | Corsia | Note |
| ---- | ----------- | --- | ------- | -------- | ------ | ---- |
| 1    | Germania    | Britta Steffen (55"89) Silke Lippok (55"02) Lisa Vitting (55"62) Daniela Schreiber (54"37)                            | 3'40"90 | 1        | 6      | Q    |
| 2    | Svezia      | Nathalie Lindborg (55"93) Michelle Coleman (54"90) Louise Hansson (56"39) Sarah Sjöström (54"66)                      | 3'41"88 | 2        | 6      | Q    |
| 3    | Italia      | Erica Buratto (55"86) Alice Mizzau (55"66) Alice Nesti (55"78) Erika Ferraioli (55"49)                                | 3'42"79 | 2        | 4      | Q    |
| 4    | Grecia      | Theodora Drakou (55"69) Theodora Giareni (55"70) Nery Mantey Niangkouara (55"25) Kristel Vourna (56"45)               | 3'43"09 | 1        | 5      | Q    |
| 5    | Ungheria    | Katinka Hosszú (55"93) Ágnes Mutina (56"47) Zsuzsanna Jakabos (55"79) Evelyn Verrasztó (55"75)                        | 3'43"94 | 1        | 3      | Q    |
| 6    | Norvegia    | Henriette Brekke (56"56) Cecilie Johannessen (55"84) Monica Johannessen (56"25) Ingvild Snildal (55"44)               | 3'44"09 | 1        | 2      | Q    |
| 7    | Bielorussia | Svjatlana Chachlova (56"65) Aksana Dzjamidava (55"63) Julija Chitraja (55"89) Jana Parachoŭskaja (58"54)              | 3'46"71 | 2        | 5      | Q    |
| 8    | Islanda     | Ragnheiður Ragnarsdóttir (57"40) Eva Hannesdóttir (56"43) Eygló Ósk Gústafsdóttir (58"72) Sarah Blake Bateman (56"28) | 3'48"83 | 1        | 4      | Q    |
| -    | Rep. Ceca   | Aneta Pechancová (58"59) Klára Václavíková Alžběta Řehořková Martina Moravčíková                                      | -       | 2        | 2      | DSQ  |
| -    | Finlandia   | Hanna-Maria Seppälä (55"51) Emilia Pikkarainen (56"32) Laura Kurki Linda Laihorinne                                   | -       | 2        | 3      | DSQ  |

### Finale
| Pos.    | Nazione     | Atlete | Tempo   | Corsia | Note |
| ------- | ----------- | --- | ------- | ------ | ---- |
| Oro     | Germania    | Britta Steffen (54"21) Silke Lippok (55"07) Lisa Vitting (55"33) Daniela Schreiber (53"37)                                 | 3'37"98 | 4      |      |
| Argento | Svezia      | Ida Marko-Varga (55"66) Michelle Coleman (54"08) Sarah Sjöström (54"04) Gabriella Fagundez (54"62)                         | 3'38"40 | 5      |      |
| Bronzo  | Italia      | Alice Mizzau (55"14) Federica Pellegrini (54"29) Erica Buratto (55"50) Erika Ferraioli (54"91)                             | 3'39"84 | 3      |      |
| 4       | Ungheria    | Katinka Hosszú (55"58) Ágnes Mutina (55"93) Zsuzsanna Jakabos (54"59) Evelyn Verrasztó (55"26)                             | 3'41"36 | 2      |      |
| 5       | Grecia      | Theodora Drakou (55"76) Theodora Giareni (56"09) Nery Mantey Niangkouara (54"50) Kristel Vourna (55"74)                    | 3'42"09 | 6      |      |
| 6       | Norvegia    | Henriette Brekke (56"24) Cecilie Johannessen (56"03) Monica Johannessen (56"47) Ingvild Snildal (56"39)                    | 3'45"13 | 7      |      |
| 7       | Bielorussia | Svjatlana Chachlova (56"22) Aksana Dzjamidava (55"46) Julija Chitraja (55"95) Jana Parachoŭskaja (58"04)                   | 3'45"67 | 1      |      |
| 8       | Islanda     | Sarah Blake Bateman (56"45) Eva Hannesdóttir (56"00) Ingibjörg Kristin Jónsdóttir (58"28) Ragnheiður Ragnarsdóttir (56"66) | 3'47"39 | 8      |      |